# Herbert Kaspar
Herbert Kaspar (* 25. Juni 1948 in Wien) ist ein österreichischer Publizist, Herausgeber und Journalist.

## Leben
Herbert Kaspar studierte Rechtswissenschaften an der Universität Wien, wo er 1971 zum Dr. iur. promoviert wurde. Nach dem Gerichtsjahr wurde er für die Girozentrale und Bank der österreichischen Sparkassen AG (später GiroCredit) tätig und übernahm Funktionen in den Bereichen internationale Finanzierungen, Vorstandssekretär, Volkswirtschaft, Marketing und Werbung. Kaspar wurde Direktor der GiroCredit Bank AG der Sparkassen und fungierte als Marketing- und Kommunikationschef. Zudem war er ab 1983 als Geschäftsführer der GESCO, einer Tochtergesellschaft der Bank. Nach Übernahme der GiroCredit durch die Erste Österreichische Sparcasse wurde er 1999 Konsulent der Erste Bank.
Herbert Kaspar beschäftigte sich jahrelang mit Fragen der Finanzwirtschaft, Politik, Marketing, Presse, Publizistik und veröffentlichte zahlreiche Aufsätze und Artikel. Er engagierte sich in Vorträgen und lehrte in verschiedensten Schulungen. Er arbeitet für verschiedenste Fachzeitschriften wie auch Tages- und Wochenzeitungen. In den 70er Jahren war er bereits ständiger Mitarbeiter der österreichischen Wochenzeitung Die Furche. Er war Mitgründer und Herausgeber der Finanzzeitung der österreichischen Girozentrale.
Von 2001 bis 2013 war er ehrenamtlicher Herausgeber der Academia, der Zeitschrift des Österreichischen Cartellverbandes (ÖCV), die sechs Mal im Jahr in einer Auflage von 13.000 Stück erscheint. Er war Herausgeber der „Edition Academia“. Kaspar war von 2006 bis 2009 mit der Rubrik Beim Wort genommen ständiger Kolumnist der „Wiener Zeitung“; heute ist er Gastkommentator in verschiedenen Medien, unter anderem in der Presse.
Herbert Kaspar ist verheiratet und hat drei Kinder.

## Österreichischer Cartellverband|Österreichischer Cartellverband (ÖCV)
Kaspar ist Mitglied der katholischen Studentenverbindung K.Ö.H.V. Amelungia Wien im ÖCV.
Im Rahmen des ÖCV war Kaspar schon vor seiner Übernahme der Herausgeberschaft der österreichischen Academia immer wieder aktiv, insbesondere in den späten 60er/Anfang 70er Jahren als einer der Mitinitiatoren einer Bildungsakademie für den ÖCV, die dann 1971 gegründet wurde und deren erster Generalsekretär er war. Von 1983 bis 1987 war er Amtsträger für Finanzen des ÖCV. Damals wurde die Neuordnung der CV-Finanzen realisiert sowie die Schaffung neuer Büroräumlichkeiten im „CV-Haus“ in Wien.
Im Jahre 2005 wurde Herbert Kaspar für seine erfolgreiche Herausgeberschaft der Academia von der Cartellversammlung der Ehrenring des ÖCV verliehen.

## Ehrungen
- Ehrenring des Österreichischen Cartellverbandes (ÖCV)
- Ernennung zum Professor durch den Bundespräsidenten Heinz Fischer am 29. Juni 2006 für ein „umfangreiches publizistisches Œuvre über vier Jahrzehnte“.[1]
- Ritter des Päpstlichen Silvesterordens, verliehen am 3. Dezember 2010 durch Christoph Kardinal Schönborn in Anerkennung des langjährigen Wirkens vor allem in Bezug auf die katholische Publizistik.
- Leopold-Kunschak-Preis (Anerkennungspreis) 2011[3]